# Божан
Божан (болг. Божан) — село в Болгарии. Находится в Добричской области, входит в общину Тервел. Население составляет 611 человек.

## Политическая ситуация
В местном кметстве Божан, в состав которого входит Божан, должность кмета (старосты) исполняет Бейзат Исмаил Илияз (Движение за права и свободы (ДПС)) по результатам выборов.
Кмет (мэр) общины Тервел — Живко Жеков Георгиев (Болгарская социалистическая партия (БСП)) по результатам выборов.